# Sho Inagaki
Sho Inagaki (稲垣 祥 Inagaki Sho?), född 25 december 1991 i Tokyo prefektur, är en japansk fotbollsspelare som spelar för Nagoya Grampus.

## Klubbkarriär
Inagaki började sin karriär 2014 i Ventforet Kofu. Han spelade 81 ligamatcher för klubben. 2017 flyttade han till Sanfrecce Hiroshima.
I december 2019 värvades Inagaki av Nagoya Grampus.

## Landslagskarriär
Inagaki debuterade för Japans landslag den 30 mars 2021 i en 14–0-vinst över Mongoliet, där han blev inbytt i den 63:e minuten mot Daichi Kamada och därefter gjorde två mål.